# 7-Hidroximetil clorofila a reductasa
La 7-Hidroximetil clorofila a reductasa (EC 1.17.7.2) es una enzima que cataliza la siguiente reacción química:
Por lo tanto los tres sustratos de esta enzima son 7-hidroxiclorofila, ferredoxina reducida y iones hidrógeno, mientras que sus tres sustratos son clorofila a, ferredoxina oxidada y agua.

## Clasificación
Esta enzima pertenece a la familia de las oxidorreductasas, más específicamente a aquellas oxidorreductasas que actúan sobre grupos CH o CH
2, utilizando una sulfoferroproteína como aceptor.

## Nomenclatura
El nombre sistemático de esta clase de enzimas es 71-hidroxiclorofilida a:ferredoxina oxidorreductasa. Otro nombre con el que se la conoce es HCAR.

## Estructura y función
La 7-Hidroximetil clorofila a reductasa es una reductasa que contiene FAD y un centro hierro-azufre. Esta enzima participa en el ciclo de la clorofila.
La interconversión de la clorofila a y clorofila b, se conoce como ciclo de la clorofila, y desempeña un papel crucial en los procesos de verdeo, aclimatación a la intensidad de la luz y senescencia. El ciclo de la clorofila consiste de tres reacciones; la conversión de clorofila a a clorofila b mediada por la enzima clorofilida a oxigenasa, la conversión de clorofila b a 7-hidroximetil clorofila a mediada por la enzima clorofila b reductasa, y la conversión de 7-hidroximetil clorofila a a clorofila a, por medio de la 7-hidroximetil clorofila a reductasa.